# Елзаски музей (Страсбург)
Елзаският музей (на френски: Musée alsacien) е музей на популярното изкуство и традиции в град Страсбург, Франция.
В него са представени сцени от традиционния живот в историческата област Елзас през XVIII и XIX век: костюми, домашен бит, мебели, керамика, играчки, изображения, занаяти, традиционна възстановка на ателиета на занаятчии.